# Rupt de Mad
Le Rupt de Mad [ʁypt də mad] est une rivière française qui coule en région Grand Est dans les deux départements de Meuse et Meurthe-et-Moselle. C'est un affluent gauche de la Moselle, par conséquent un sous-affluent du Rhin.

## Géographie
Née dans les Côtes de Meuse, au nord de Commercy, sur la commune de Geville, à 285 m d'altitude, elle prend une direction nord-est pour traverser le département de Meurthe-et-Moselle et rejoint la Moselle à Arnaville, à 174 m d'altitude.
Avec 54,6 km de longueur, le Rupt de Mad s'écoule successivement sur trois types de formations : les argiles de la Woëvre, les calcaires du Bajocien et les argiles du Toarcien avant de confluer avec la Moselle.

## Hydronymie
Le nom de la rivière apparaît pour la première fois en l'an 781 sous la forme latine de Fluviolus Magide, puis Magdis fluvius en 856, ensuite  Fluvius Matticus in pago Scarmensi, Fluvius Mattis, Fluvius Matt, Lou rui de Mait, Mastx, Marc, Mas, Maz, « la Rivière de May » en 1434, Mad sur la carte de Cassini au XVIIIè siècle et enfin l'appellation actuelle Rupt de Mad .
Ru, orthographié rupt dans la région et, peut être, à rattacher à la racine mad « mouiller, ruisseler ».

## Histoire
Carte de Cassini

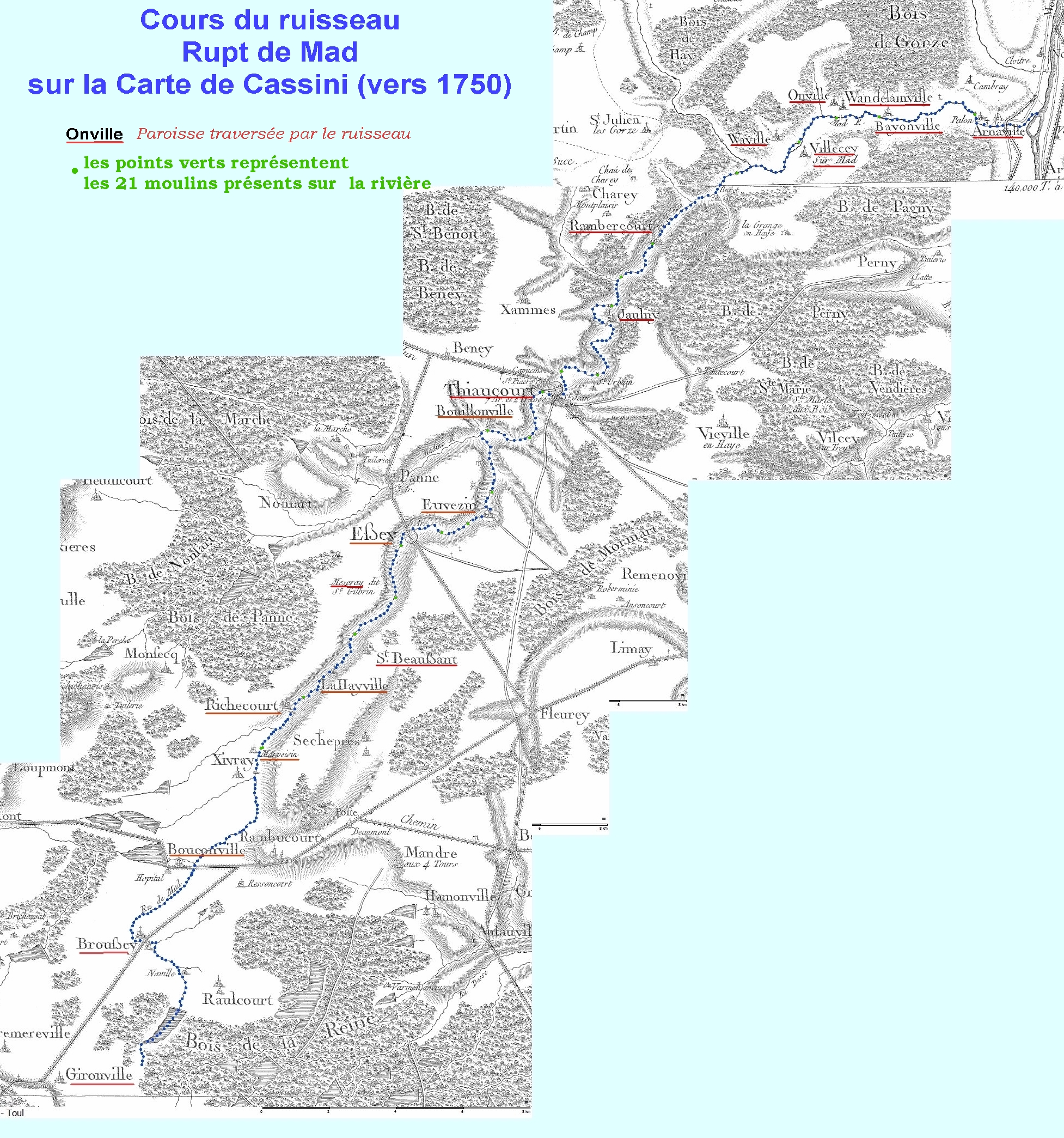
Carte de Cassini du secteur (vers 1750).

Vingt-et-un moulins à eau, symbolisés par une roue dentée, sont représentés sur la carte. Le premier est situé à Marvoisin. Ces moulins servaient essentiellement à moudre le grain. 

Thiaucourt était traversée par l'importante route pavée allant de Verdun à Pont-à-Mousson. Un pont en pierre composé de sept arches et de deux travées permettait le franchissement du Mad.

Liste des paroisses traversées par le Mad de Rupt vers 1750 depuis sa confluence avec la Moselle  jusqu'à sa source.
- Arnaville
- Bayonville
- Wandelainville (actuellement Vandelainville)
- Onville
- Villecey-sur-Mad
- Waville
- Rambercourt ( actuellement Rembercourt-sur-Mad)
- Jaulny
- Thiaucourt (actuellement Thiaucourt-Regniéville)
- Bouillonville
- Euvezin
- Essey
- Mezerais ( actuellement Essey-et-Maizerais)
- Saint-Baussant
- Lahayville
- Richecourt
- Marvoisin (actuellement Xivray-et-Marvoisin)
- Bouconville(actuellement Bouconville-sur-Madt)
- Broussey
- Gironville (actuellement Géville)

### Communes et cantons traversés

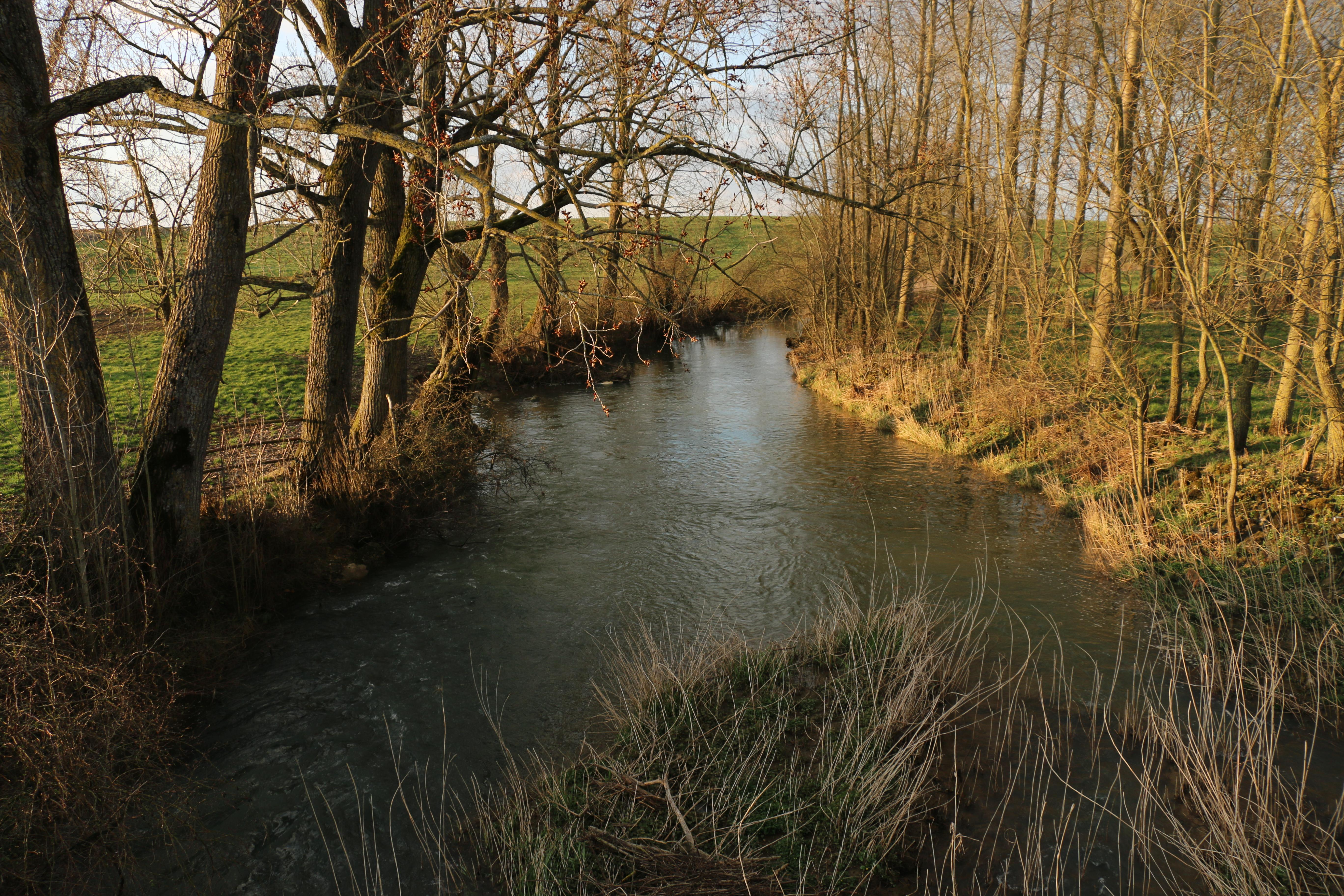
Le Rupt de Mad à Lahayville.

Bouconville-sur-Madt

### Bassin versant
Son bassin versant est de 385 km2.

## Affluent
Son principal affluent est la Madine, émissaire du lac de Madine, dont elle reçoit les eaux en rive gauche.

## Hydrologie
Le Rupt de Mad est une rivière moyennement abondante, mais très irrégulière, comme tous les cours d'eau issus des Côtes de Meuse et parcourant le pays de Woëvre (Orne lorraine, Esch, Madine, Yron...).

### Le Rupt de Mad à Onville
Son débit a été observé depuis le 1er août 1964 , à Onville, à 184 m d'altitude, localité du département de Meurthe-et-Moselle située à peu de distance de son confluent avec la Moselle. Le bassin versant de la rivière y est de 358 km2 (soit plus de 93 % de sa totalité qui fait 385 km2).
Le module de la rivière à Onville est de 3,36 m3/s.
Le Rupt de Mad présente des fluctuations saisonnières de débit très marquées, comme bien souvent sur le plateau lorrain, avec des hautes eaux d'hiver-printemps portant le débit mensuel moyen à un niveau situé entre 4,30 et 6,86 m3/s, de décembre à avril inclus (avec un maximum en février), et des basses eaux d'été, de la mi-juin à la mi-octobre, avec une baisse du débit moyen mensuel jusqu'à 1,01 m3/s au mois de septembre. Mais les fluctuations de débit sont bien plus prononcées sur de plus courtes périodes, et varient selon les années.

### Étiage ou basses eaux

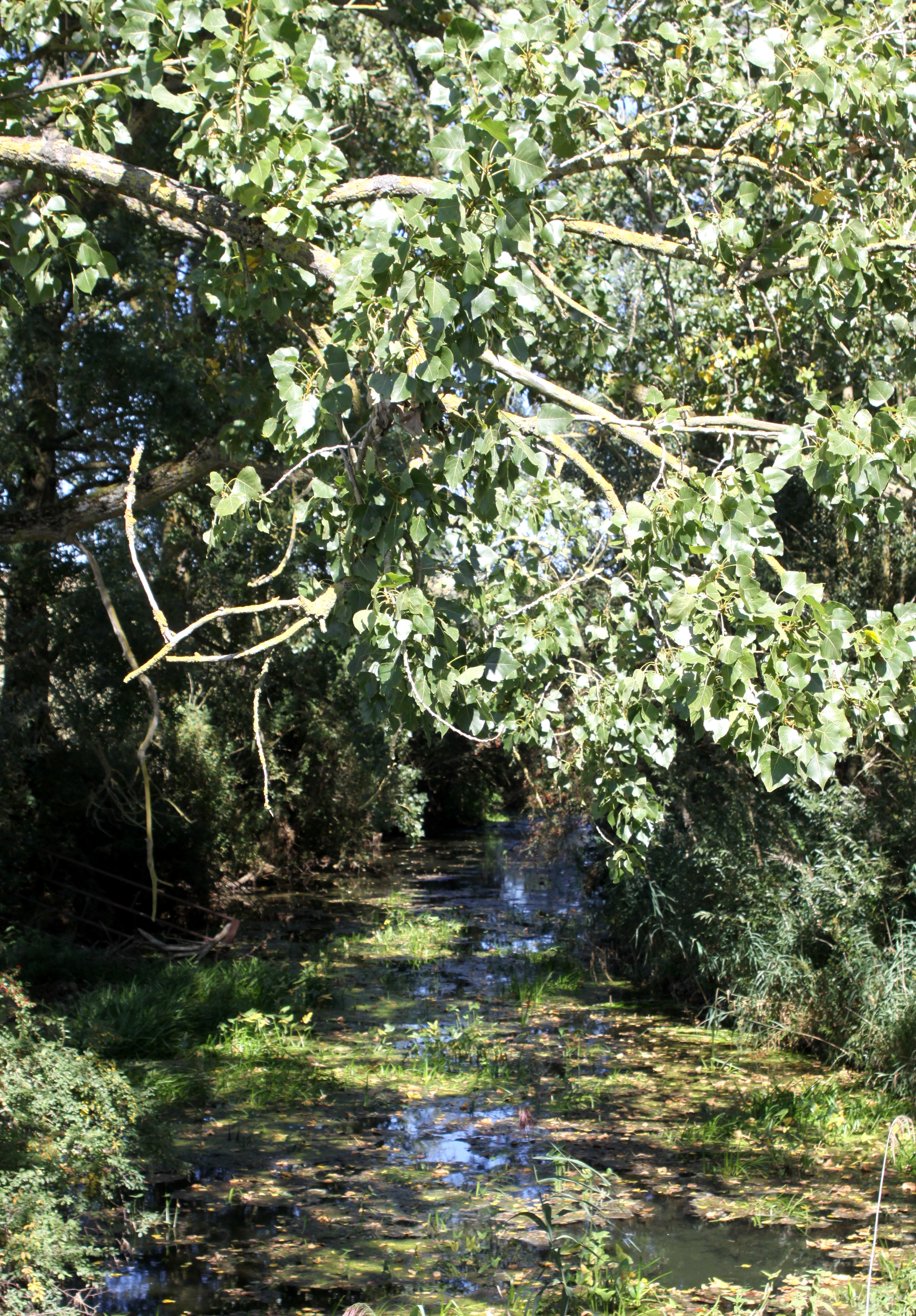
Le Rupt de Mad à Lahayville.

À l'étiage, le VCN3 peut chuter jusque 0,330 m3/s, en cas de période quinquennale sèche, soit 330 litres par seconde, ce qui n'est pas extrêmement bas.

### Crues
Les crues peuvent être très importantes compte tenu de la petite taille de la rivière et de son bassin versant. Les QIX 2 et QIX 5 valent respectivement 40 et 59 m3/s. Le QIX 10 est de 71 m3/s, le QIX 20 de 83 m3/s et le QIX 50 de 99 m3/s.
Le débit instantané maximal enregistré à Onville durant cette période, a été de 155 m3/s le 12 mai 1970  tandis que la valeur journalière maximale était de 115 m3/s le même jour, et la hauteur maximale instantanée de 331 cm ou 3,31 m ce même jour. En comparant la première de ces valeurs avec l'échelle des QIX de la rivière, il apparait clairement que cette crue était bien plus que cinquantennale, peut-être centennale, mais dans tous les cas tout à fait exceptionnelle.

### Lame d'eau et débit spécifique
Le Rupt de Mad est une rivière moyennement abondante. La lame d'eau écoulée dans son bassin versant est de 292 millimètres annuellement  ce qui est légèrement inférieur à la moyenne d'ensemble de la France tous bassins confondus, mais surtout nettement inférieur à la moyenne de l'ensemble du bassin français de la Moselle (445 millimètres par an à Hauconcourt en aval de Metz). Le débit spécifique de la rivière (ou Qsp) atteint le chiffre de 9,2 litres par seconde et par kilomètre carré de bassin.

### Module au confluent de la Moselle
Le module du Rupt de Mad, au confluent de la Moselle vaut 3,65 m3/s pour un bassin versant de 385 km2.

## Aménagements
En amont de la commune d'Arnaville, une retenue d'eau d'une capacité maximale de 330 000 m3 a été aménagée. Elle sert de réservoir intermédiaire pour l'alimentation en eau de l'agglomération messine, via la station de traitement de Moulins-lès-Metz,.

## Ecologie
Un test réalisé dans le cadre d'une étude a montré la présence de substances per- et polyfluoroalkylées (PFAS) dans les eaux de surface de la rivière. La concentration en PFAS de 188 ng/L dépasse non seulement le seuil réglementaire mais présente aussi un risque pour la santé.
Résultats:
PFAS: 188 ng/L
PFOA: 123ng/L
PFHxA:54ng/L
PFHxS: 11 ng/L